# Iljansaari (ö, lat 62,82, long 30,79)
Iljansaari är en ö i Finland. Den ligger i vattendraget Koitajoki och i kommunen Ilomants i den ekonomiska regionen  Joensuu ekonomiska region  och landskapet Norra Karelen, i den sydöstra delen av landet, 400 km nordost om huvudstaden Helsingfors. Öns area är 10,9 hektar och dess största längd är 0,6 kilometer i sydväst-nordöstlig riktning.